# زیردریایی یو-۲۲۴
زیردریایی یو-۲۲۴ (به انگلیسی: German submarine U-224) یک زیردریایی بود که طول آن ۶۷٫۱ متر (۲۲۰ فوت ۲ اینچ) بود. این زیردریایی در سال ۱۹۴۲ ساخته شد.